# Cepelíny
Cepelíny (litevsky: cepelinai nebo didžkukuliai) jsou litevským národním jídlem, taktéž oblíbeným ve východní části Polska, výjimečně k dostání v Lotyšsku.

Cepelíny mají podobu větších bramborových šišek, zpravidla plněnými mletým masem, houbami či tvarohem. Jsou podávané se zakysanou smetanou a slaninou, či maštěné vepřovým sádlem a škvarky.
Jejich název je odvozen od slova zeppelin, protože svým tvarem připomínají vzducholoď a také jsou větší než knedlíky známé z jiných národních kuchyní; obvykle se podávají dva.